# Danielle Carr-McGrath
Danielle Carr-McGrath OAM (* 6. November 1969 in Sydney, New South Wales als Danielle Carr) ist eine ehemalige australische Eiskunstläuferin, die im Paarlauf startete.
Die 1,48 m kleine Danielle Carr lief gemeinsam mit ihrem Bruder Stephen Carr, nach ihrer Heirat 1995 als Danielle McGrath. Zwischen 1985 und 1998 nahm das Paar an Weltmeisterschaften sowie dreimal an Olympischen Winterspielen teil. Bis 1990 waren sie auf Plätze am Ende des Feldes abonniert. In den späteren Jahren gelang es ihnen, sich in das Mittelfeld vorzuarbeiten. 
Carr-McGrath startete für den Sydney Figure Skating Club. 
Für ihre Verdienste um den Eiskunstlauf bei australischen und Weltmeisterschaften sowie um die olympische Bewegung wurde sie 2000 mit der Medaille des Order of Australia ausgezeichnet.

## Ergebnisse
| Meisterschaft/Jahr      | 1985 | 1986 | 1987 | 1988 | 1989 | 1990 | 1991 | 1992 | 1993 | 1994 | 1995 | 1996 | 1997 | 1998 |
| ----------------------- | ---- | ---- | ---- | ---- | ---- | ---- | ---- | ---- | ---- | ---- | ---- | ---- | ---- | ---- |
| Olympische Winterspiele |      |      |      | -    |      |      |      | 13.  |      | 11.  |      |      |      | 13.  |
| Weltmeisterschaften     | 11.  | 14.  | 12.  | 15.  | 10.  | 16.  | 16.  | 14.  | 11.  | 10.  | 11.  | 12.  | 16.  | 15.  |